# Fira del Còmic de Folgueroles
La Fira del Còmic de Folgueroles es una fira dedicada al mon del còmic que es celebra a la població de Folgueroles, amb una periodicitat anual des del 2015.
L'esdeveniment l'organitza l'Associació Amics del Còmic de Folgueroles amb el patrocini de l'ajuntament de la població.
La fira, en les seves successives edicions ha tingut; parades amb venda de còmics i marxandatge relacionat amb aquest mon, exposicions, tallers de dibuix, concursos de dibuix i de cosplay entre d'altres.
A la vuitena edició de la fira celebrada el 5 de juny del 2022 hi ha l'espai per als autors, hi varen participar, com a convidats; Carles Roman Pinar, Jaro Pérez i El Fénix.